# CUTIE HONEY -TEARS-
『CUTIE HONEY -TEARS-』（キューティー・ハニー ティアーズ）は、2016年の日本のSFアクション映画である。原作は永井豪の漫画『キューティーハニー』。A.T.とヒグチリョウが監督を務め、西内まりやが主演を務める。

## あらすじ
環境汚染によって居住可能な土地が激減した近未来の日本。盾濵特殊区域は、従来の地盤のはるか高空に新たな人工の地盤を複数設けた重層構造都市で、上層には少数の富裕層が暮らし、下層は上層から排出される汚染物質を含んだガスの雲に覆われた劣悪な環境下で、多くの貧困層が暮らしている。都市機能はジルと呼ばれる女性が上層のタワーの最上階でAIを駆使して独裁的に管理している。
下層生まれの少年早見青児は、立入禁止の工業地区を探検中に如月瞳の空からの墜落に遭遇する。瞳は生みの親である如月光四郎博士（以下「如月博士」と表記）が命懸けでタワーから逃がしたアンドロイドである。目を覚ました瞳は、警備員に捕えられそうになった早見を救けた後、姿を消す。
20年が経過し、下層の大気汚染はより深刻な状況になっていた。早見はジャーナリストを表の生業とし浦木一仁が率いる下層のレジスタンス組織にも参加する青年に育った。レジスタンスのメンバー黒瀬がジルの操る治安用アンドロイドソドムに捕縛される。通りかかった瞳は、黒瀬の幼い娘の悲鳴を無視できず、やむなく黒瀬と娘を助ける。居合わせた早見は20年ぶりに瞳を目撃する。ジルも監視映像から瞳の存命を察知する。早見は瞳を追いかけてレジスタンスに協力してくれるよう頼むが、断られる。ジルはソドムたちに瞳の捕獲を命じる。ソドムは瞳の養父母を殺害し、早見に重傷を負わせ、瞳は頭部を撃たれる。浦木が駆け付け、ソドムの不意を突いて瞳と早見を保護する。
瞳は自己修復により回復し目を覚ます。早見は瞳に、二日後にかつてない大量の汚染ガス廃棄が行われること、 浦木は廃棄を阻止すべくタワーの爆破を計画していることを説明し、なんとか犠牲者を生む爆破以外の手段で廃棄を阻止したいと、再び瞳に協力を求める。瞳は自分がかつて都市管理用に造られたアンドロイドであり、半永久的に稼働し、物質の元素を変換できる空中元素固定装置を内蔵していること、しかし感情を持っていたために目的の業務を遂行できなかったこと、ジルは瞳の後に作られた感情を持たないアンドロイドで、それゆえ冷酷に業務を遂行していること、如月博士の意思により、ジルから逃がれるように命じられていることなどを告白する。
早見はハッキングにより、如月博士がタワーの最上階に存命していることを示すデータを入手し、瞳に見せる。 瞳は早見への協力を決意し、レジスタンスは早見と瞳によるAI制圧による廃棄停止を先行プラン、浦木によるタワーの爆破を予備プランとした二段階計画で作戦を開始する。早見と瞳はタワー最上階にたどり着くが、早見の準備したコンピュータウィルスは効果がなく、瞳はジルに制圧され、体内の空中元素固定装置を奪われそうになる。浦木はソドムに発見され撤退を余儀なくされる。ジルは瞳を如月博士に引き合わせる。博士は四肢を奪われ胸像のような姿に変わり果てていた。ジルは博士の脳を都市管理用AIの生体部品として活用して生かしてきたが、もはや寿命を迎えつつあると語る。
不意を突いた早見の狙撃がジルに命中し、それを契機に瞳はジルに辛くも勝利しジルは停止する。だがガスの廃棄プログラムは停止できず、廃棄が始まってしまう。如月博士はホログラムの姿で瞳の前に現れ、瞳の成長を喜ぶ。瞳は空中元素固定装置の元素変換の能力でガスの無害化に挑む。浄化は成功し青空が戻るが、代償に瞳の身体は粒子に砕けて消滅してしまう。久々の晴れ間を喜び、下層の子供たちが駆けていく。物陰でひっそりと空中元素固定装置の核が始動する。

## キャスト
- 西内まりや - 如月瞳 / キューティーハニー（感情を持つアンドロイド）
- 三浦貴大 - 早見青児（下層出身のジャーナリスト）
- 石田ニコル - ジル（瞳の後に造られた都市管理用アンドロイド）
- 高岡奏輔 - 浦木一仁（下層のレジスタンスのリーダー）
- 永瀬匡 - 木村龍太（レジスタンスのメンバー）
- 今井れん -  清瀬由紀子（レジスタンスのメンバー）
- エリック・ジェイコブセン - クリス（芸能人）
- 深柄比菜 - ルキア（ジルを補佐するアンドロイド）
- 仁科貴 - 黒瀬秀明（レジスタンスのメンバー）
- 倉野章子 - 轟奈緒美（下層で瞳を匿う養母）
- 笹野高史 - 轟和夫（下層で瞳を匿う養父）
- 岩城滉一 - 如月光四郎博士（瞳やジルを造った天才科学者）

## スタッフ
- 原作 - 永井豪「キューティーハニー」
- 監督 - A.T.、ヒグチリョウ
- 脚本 - 中澤圭規、田中靖彦
- 音楽 - 北里玲二
- 主題歌 - 西内まりや「BELIEVE」（SONIC GROOVE）
- 製作 - 村松秀信、木下直哉、亀山暢央、平哲夫、永井隆、間宮登良松、鈴木仁行、白石剛、市村友一、牧和男、福嶋更一郎、林真司、寺島ヨシキ、岩熊正道
- プロデューサー - 小池賢太郎
- 共同プロデューサー - 永井一巨、柳迫成彦
- アソシエイトプロデューサー - 山田周
- 撮影監督 - 大塚雄一郎
- 照明 - 山盛修
- 美術 - 吉田実
- スタイリスト　黒田匡彦
- 録音 - 大竹修二
- 編集 - A.T.、大永昌弘
- アクションコーディネーター - 横山誠
- キャスティング - 田端利江
- 助監督 - 向井澄
- 制作担当 - 平山高志
- ラインプロデューサー - 田口聖
- 宣伝プロデューサー - 笹田文代
- 配給 - 東映
- 製作プロダクション - ジョーカーフィルムズ
- 製作 - 「CUTIE HONEY -TEARS-」製作委員会（東映、木下グループ、ジョーカーフィルムズ、ライジングプロ・ホールディングス、ダイナミック企画、東映ビデオ、レスパスビジョン、アサツー ディ・ケイ、朝日新聞社、イオンエンターテイメント、メ〜テレ、エイベックス・ミュージック・クリエイティヴ、エイベックス・ピクチャーズ、RKB毎日放送）

## 製作
撮影は2015年11月23日に開始された。本作品で初めてアクション場面を演じた西内まりやは、撮影に入る1か月以上前からジムでのトレーニングを重ねた。キューティーハニーのバトルスーツは、原作や過去の映像化作品で赤、ピンク、青、オレンジといったカラフルな色が用いられていたのとは対照的に、黒を基調としたデザインが採用された。同年12月28日に撮影を終了した。

## 上映
2016年9月15日、新宿バルト9にて完成披露上映会が行われ、同年10月1日に一般公開された。

## 受賞
- ジャパンアクションアワード(2017年) 
  - ベストアクション女優賞 優秀賞：西内まりや「CUTIE HONEY-TEARS」